# William Henry Davies
William Henry Davies hoặc WH Davies (ngày 03 tháng 7 năm 1871 – 26 tháng 9 năm 1940) là nhà thơ, nhà văn xứ Uên. Davies vốn là một kẻ lang thang ở Vương quốc Anh và Hoa Kỳ, nhưng đã trở thành một trong những nhà thơ nổi tiếng nhất của thời đại mình. Các chủ đề chính trong tác phẩm của ông là những quan sát về những vất vả, khó khăn của đời sống, về tình người, về thiên nhiên, về những con người khác nhau mà ông đã gặp trên bước đường phiêu lãng.

## Tiểu sử
William Davies sinh ở xứ Uên. Bố mất từ năm lên 3 tuổi, được ông nội, là một chủ quán rượu nuôi dưỡng. Học mấy năm ở trường làng nhưng bị đuổi vì hay ăn trộm. Năm lên 14 tuổi được vào làm ở một xưởng sản xuất khung tranh. Năm 19 tuổi đến Bristol và sau đó đến London, sống lang thang và nghèo khổ. Năm 1893 sang Mỹ trở thành một ma cà bông chuyên nghiệp. Tiền kiếm được từ việc hái trái cây cho các trang trại hoặc làm thuê ở các công trường xây dựng, thường bị đánh và nhiều lần suýt chết vì bệnh sốt rét. Một thời gian sang Canada và trong một lần nhảy tàu ở Renfrew, Ontario bị bánh tàu cán đứt mất một chân.
Trở về Anh không một xu dính túi, Davies tiếp tục sống lang thang và rất cố gắng để thơ của mình được công chúng biết đến. Năm 1904 ông được một nhà xuất bản đồng ý sẽ in thơ của ông với điều kiện phải đưa trước 19 đồng bảng. Nửa năm sau đó ông đã kiếm đủ số tiền trên và năm 1905 tập thơ Kẻ hủy diệt linh hồn và những bài thơ khác (The Soul's Destroyer and Other Poems) được xuất bản. Sau đó ông tìm cách gửi cho các nhà phê bình, các nhà thơ, nhà văn nổi tiếng mà ông biết được qua cuốn sách Ai là Ai (Who’s Who). Trong số này có cả nhà soạn kịch, nhà văn đoạt giải Nobel, George Bernard Shaw. Năm 1907 ông tiếp tục xuất bản cuốn Thơ mới (New Poems) và cuốn Tự truyện của một Siêu-Ma cà bông (Autobiography of a Super-Tramp) do George Bernard Shaw viết lời giới thiệu. Từ Siêu-Super được thêm vào theo đề nghị của George Bernard Shaw.
Từ đây William Davies trở thành một nhà thơ nổi tiếng không chỉ ở nước Anh. Từ năm 1911 ông được trợ cấp 50 bảng Anh hàng năm. Năm 1923 ông cưới vợ. Năm 1926 được trao bằng Tiến sĩ danh dự của Đại học Wales. Ông là tác giả của nhiều bài thơ được yêu thích không chỉ ở Anh. Ý tưởng nhìn những chiếc xe chở người giống như những cỗ quan tài di động của William Davies trong bài thơ Người ngủ (Sleepers) rất hay được dùng để ám chỉ những chiếc xe khách ở những nơi còn lắm tai nạn giao thông như Việt Nam.
William Davies mất ngày 26 tháng 9 năm 1940, hưởng thọ 69 tuổi.

## Tác phẩm
- Kẻ hủy diệt linh hồn và những bài thơ khác (The Soul's Destroyer and Other Poems, 1905)
- Thơ mới (New Poems, 1907)
- Tự truyện của một Siêu-Ma cà bông (Autobiography of a Super-Tramp, 1907)
- Những kẻ ăn mày (Beggars, 1909)
- Người du hành đích thực (The True Traveller, 1912)
- Người phụ nữ yếu ớt (A Weak Woman, 1911)
- Những cuộc phiêu lưu của Johnny Walker, Ma cà bông (The Adventures of Johnny Walker, Tramp, 1926).
- Những khúc ca vui (Songs of Joy, 1911)
- Những chiếc lá (Foliage, 1913)
- Thiên nhiên (Nature, 1914)
- Chim thiên đàng (The Bird of Paradise, 1914)
- Bốn mươi bài thơ mới (Forty New Poems, 1918)
- Những bí mật (Secrets, 1924)
- Bảng chữ cái thơ (A Poet's Uphabet, 1925)
- Lịch thơ (A Poet's Calendar, 1927)
- Thơ tình (Love Poems, 1935).
- Toàn tập thơ (Complete Poems, 1963)